# Maurice Vaucaire
Pour les articles homonymes, voir Vaucaire.
Maurice Vaucaire, né le 2 juillet 1863 à Versailles et mort le 10 février 1918 à Neuilly-sur-Seine, est un chansonnier et auteur dramatique français.

## Biographie
Secrétaire des Chemins de fer du Sud, Maurice Vaucaire débute au Chat-Noir vers 1890 et y rencontre Paul Delmet, avec qui il écrit quelques chansons : Petit chagrin, À la belle étoile, Chanson de rien, Mirlitaine et Mirliton, Avril et, surtout, Les Petits Pavés, qui, « malgré certaines cocasseries et incohérences, obtinrent la consécration des chefs-d'œuvre indiscutés » (Hugues Delorme).
Maurice Vaucaire écrit également La Chanson du cœur brisé, qui, pendant plus de cinquante ans, est un tube aux États-Unis sous le titre Song of Songs. Il fait paraître (avec Henri Büsser) un recueil de mélodies destinées aux jeunes, Maman chante avec nous.
Auteur fécond, il publie huit recueils de poèmes, 18 romans, fait représenter 18 pièces de théâtre et dix livrets d’opéras ou opérettes, dont celui de Hans, le joueur de flûte (musique de Louis Ganne), et les adaptations françaises de Manon Lescaut et La Fille du Far West (musique de Giacomo Puccini).

### Famille
Maurice Vaucaire est le père de Michel Vaucaire (Brissago, Suisse, 1904-1980), parolier, époux de la chanteuse Geneviève Collin qui prit le pseudonyme de Cora Vaucaire (1918-2011).

## Œuvres

### Poèmes
- Effets de théâtre, poèmes, 1886
- Le Panier d’argenterie, poème
- Petits chagrins, poème, 1901
- Quelques poèmes dans Anthologie des poètes français du XIXe siècle, IV (1888), Alphonse Lemerre
- Quelques poèmes dans Anthologie des poètes français contemporains, II (1906), par G. Walch
- Quelques poèmes dans Anthologie des poètes de Montmartre (1909, 7e éd.), par Bertrand Millanvoye.

### Romans
- Demi-grand monde, roman, 1902
- Le Danger d'être aimé, roman, 1903
- Le Masque de sable, roman, 1905
- Maisons de poupées, roman
- Chipette, roman, 1906
- Valet de cœur, 1893
- Un beau soir
- Les Girouettes
- Le Carrosse du saint-sacrement

### Pièces de théâtre
- L'Amour quand même (1899), comédie en un acte en prose, en collaboration avec Georges Mitchell, créée au théâtre de l'Odéon, à Paris, le 3 mai 1899.

### Paroles de chansons
- Les Petits Pavés (musique de Paul Delmet, chanson interprétée par Fréhel et reprise par Claude Nougaro, Serge Gainsbourg et Enguerrand Dubroca[1], entre autres).
- La Chanson du linceul